# Bahnstrecke Ensenada–Chucarapi
| 600 mm O&K-Dampflokomotive mit Zuckersäcken |                     |                                      |                                      |
| Streckenlänge: | 40 km               |                                      |                                      |
| Spurweite: | 600 mm (Schmalspur) |                                      |                                      |
| |                     |                                      |                                      |
| \| \| \| von Mollendo (alte Trasse, 1435 mm) \| \| \| \| 0 \| Ensenada (⊙) \| Ensenada (⊙) \| \| \| \| nach Arequipa (alte Trasse, 1435 mm) \| \| \| \| \| nach Pampa Blanca (750 mm) \| \| \| \| 12 \| La Curva (⊙) \| La Curva (⊙) \| \| \| 23 \| El Arenal (⊙) \| El Arenal (⊙) \| \| \| 28 \| El Canto \| El Canto \| \| \| 34 \| Cocachacra (⊙) \| Cocachacra (⊙) \| \| \| \| Río Tambo \| \| \| \| 40 \| Chucarapi (⊙) \| Chucarapi (⊙) \| \| \| \| \| \| \| Quellen: [3][4][Anm. 3] \| \| \| \| |                     |                                      |                                      |
| Strecke (außer Betrieb) |                     | von Mollendo (alte Trasse, 1435 mm)  | von Mollendo (alte Trasse, 1435 mm)  |
| Kopfbahnhof Streckenanfang (Strecke außer Betrieb) · Kopfbahnhof Streckenanfang (Strecke außer Betrieb) · Bahnhof (Strecke außer Betrieb) | 0                   | Ensenada (⊙)                         | Ensenada (⊙)                         |
| Strecke (außer Betrieb) · Strecke (außer Betrieb) · Strecke nach links (außer Betrieb) |                     | nach Arequipa (alte Trasse, 1435 mm) | nach Arequipa (alte Trasse, 1435 mm) |
| Strecke nach halbrechts (außer Betrieb) · Strecke (außer Betrieb) |                     | nach Pampa Blanca (750 mm)           | nach Pampa Blanca (750 mm)           |
| Bahnhof (Strecke außer Betrieb) | 12                  | La Curva (⊙)                         | La Curva (⊙)                         |
| Bahnhof (Strecke außer Betrieb) | 23                  | El Arenal (⊙)                        | El Arenal (⊙)                        |
| Bahnhof (Strecke außer Betrieb) | 28                  | El Canto                             | El Canto                             |
| Bahnhof (Strecke außer Betrieb) | 34                  | Cocachacra (⊙)                       | Cocachacra (⊙)                       |
| Brücke über Wasserlauf (Strecke außer Betrieb) |                     | Río Tambo                            | Río Tambo                            |
| Kopfbahnhof Streckenende (Strecke außer Betrieb) | 40                  | Chucarapi (⊙)                        | Chucarapi (⊙)                        |
| |                     |                                      |                                      |
| Quellen: |                     |                                      |                                      |

Die Bahnstrecke Ensenada–Chucarapi errichtete der Eigentümer der Hazienda Chucarapi im Distrikt Cocachacra in Peru. Es war eine Schmalspurbahn in der Spurweite von 600 mm und 40 km Länge. Sie ging 1922 in Betrieb und erhielt 1924 eine Lizenz für den öffentlichen Verkehr. Es fand wohl auch öffentlicher Personenverkehr statt, denn sie besaß zwei Personenwagen. Spätestens nach der Landreform von 1969 stellte die Bahn ihren Betrieb ein.

## Geschichte

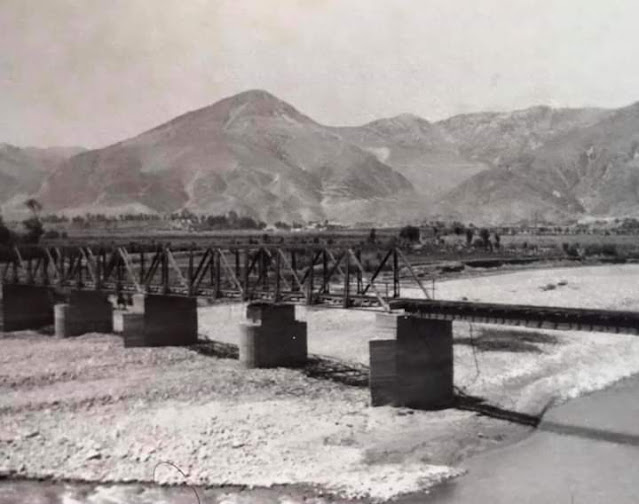
Stahlbrücke über den Río Tambo

Die Hazienda Chucarapi, die sich zur größten und wichtigsten Hazienda im Tal des  Río Tambo entwickelte, gehörte der Familie López de Romaña. Ursprünglich ließ sie ihr Zuckerrohr in der benachbarten Zuckerfabrik Pampa Blanca der Familie Lira verarbeiten und nutzte deren 1906 in Betrieb genommene Schmalspurbahn für den Zuckertransport. Nach einem Streit zwischen den beiden Familien im Jahr 1915 errichtete die Familie López de Romaña eine eigene Zuckermühle und verlegte parallel zu der bestehenden Trasse eine eigene Bahnstrecke, einschließlich einer eigenen Stahlbrücke.
Die Strecke wurde von den Gebrüdern Romana, den Besitzern des Landgutes Chucarapi, mit einer am 7. April 1922 an Eduardo López de Romana vergebenen Genehmigung gebaut. Die Strecke führte anfangs von Ensenada, einer Station der peruanischen Südbahn, bis zum Landgut Chucarapi. Ursprünglich wurde die Strecke als Industriestrecke genutzt, doch ein Dekret vom 2. Mai 1924 erlaubte die Nutzung für den öffentlichen Verkehr, sofern eine amtliche Inspektion der Schienenfahrzeuge und des Eigentums keine offensichtlichen Mängel ergab. Die Strecke sollte um 1926 bis La Punta, einige Kilometer oberhalb von Chucarapi, verlängert werden.
Die Strecke wurde von Luis E. de Romana aus Arequipa, Peru, betrieben, der alle Einkäufe tätigte. Die Hauptfracht, die auf der Strecke transportiert wurde, war Zucker. Der Zucker wurde nach La Ensenada gebracht, wo er auf die normalspurige Eisenbahn umgeladen wurde, die ihn nach Arequipa brachte.

## Bauweise
Die Spurweite der Strecke betrug 600 mm. Die Schienen hatten ein Metergewicht von 10 kg/m (20 Pfund/Yard) in 9 m (30 Fuß) langen Abschnitten. Die Schwellen waren aus chilenischem Rauliholz mit einem Querschnitt von 180 × 150 mm (7 × 6 Zoll) im Abstand von  914 mm (3 Fuß). Als Bettung wurden Erde und Schotter verwendet.
Es gab außer der Stahlbrücke über den Río Tambo keine nennenswerten Brücken oder Tunnel auf der Strecke. Das Wasser für die Lokomotiven wurde aus dem Río Tambo entnommen. Als Brennstoff wurde Öl aus der Provinz Talara verwendet.

## Schienenfahrzeuge
Am 31. Dezember 1925 gab es auf der Strecke über 10 Lokomotiven (Gewicht: je 10 t; Zylinder: 6 × 10 Zoll), 2 Personenwagen und 50 Zuckerrohrwagen. Für deren Aufbewahrung und Wartung gab ein Depot und eine Werkstatt in der Hacienda Chucarapi. Um 1978 waren noch folgende Lokomotiven erhalten:
| Nr | Name        | Bauart | Antrieb            | Hersteller | Werks-Nr. | Baujahr |
| -- | ----------- | ------ | ------------------ | ---------- | --------- | ------- |
| 1  | Cocrachacra | B 2nt  | Dampf              | Koppel     | 9921      | 1922    |
| 2  | Vera Cruz   | B 2nt  | Dampf              | Koppel     | 9922      | 1922    |
| 3  | Chucarapi   | B 2nt  | Dampf              | Koppel     | 10701     | 1923    |
| 4  | La Punta    | B 2nt  | Dampf              | Koppel     | 10795C    | 1924    |
| 5  | Ensenada    | C 2nt  | Dampf              | Koppel     | 11009     | 1925    |
| 6  | El Canto    | B 2nt  | Dampf              | Henschel   | 21106     | 1928    |
| 7  | Coralaque   | C      | Diesel-mechanisch  | Koppel     | 25418     |         |
| 8  | Tambo       | C      | Diesel-mechanisch  | Koppel     | 25745     |         |
| 9  | Ventillata  | B      | Diesel-mechanisch  | Koppel     | 25996     | 1960    |
| 10 | Cocotea     | C      | Benzol             |            |           |         |
| 11 | Calacala    | C      | Diesel-hydraulisch | Ruhrtaler  | 3526      | 1957    |